# Poikilodermie
Poikilodermie (of poikiloderma) is een toestand van de huid. Als alle kenmerken aanwezig zijn, is er sprake van:
- Vlekkerige hyperpigmentatie afgewisseld met hypopigmentatie
- Teleangiëctasieën: verwijde haarvaten, vaak in netvormige patronen.
- Atrofie: een dunne opperhuid.

Poikilo- is Grieks voor variabel, veelkleurig.

## Ziektebeelden
Poikilodermie komt bij een aantal ziektebeelden voor:
- Poikiloderma van Civatte: een verkleuring in de hals, als gevolg van veroudering van de huid door zonlicht. Dit kan ook optreden als gevolg van een contactallergie.[1].
- Poikiloderma vasculare atrophicans: een voorloperstadium van cutaan T-cellymfoom
- Als huidverschijnsel bij bindweefselziektes als SLE of dermatomyositis
- Erfelijke aandoeningen die met huidveroudering gepaard gaan, zoals het syndroom van Kindler[2], syndroom van Rothmund-Thomson en xeroderma pigmentosum[3]